# 2023년 유러피언 게임
2023년 유러피언 게임(영어: 2023 European Games, 폴란드어: Igrzyska Europejskie 2023)은 2023년 6월 21일부터 7월 2일까지 폴란드 크라쿠프에서 열린 제3회 유러피언 게임 대회이다.

## 개최국 선정 과정
영국 맨체스터, 러시아 카잔, 폴란드 카토비체가 유치를 희망했지만 입후보를 신청하지 않았다. 폴란드 올림픽 위원회는 2019년 5월에 폴란드 크라쿠프가 유일하게 2023년 유러피언 게임 입후보를 신청했다고 통보했다. 유럽 올림픽 위원회는 2019년 6월 22일에 벨라루스 민스크에서 열린 회의에서 3회 대회 개최지를 폴란드의 크라쿠프로 선정했다.

## 참가국
러시아와 벨라루스는 러시아의 우크라이나 침공의 여파에 따른 유럽 올림픽 위원회의 결정에 따라 참가 자격을 박탈당했다. 그 외에 유럽 올림픽 위원회 산하 난민 선수단이 처음으로 참가했다.
- 그리스
- 난민 선수단 (유럽 올림픽 위원회 산하)
- 네덜란드
- 노르웨이
- 덴마크
- 독일
- 라트비아
- 루마니아
- 룩셈부르크
- 리투아니아
- 리히텐슈타인
- 모나코
- 몬테네그로
- 몰도바
- 몰타
- 벨기에
- 보스니아 헤르체고비나
- 북마케도니아
- 불가리아
- 산마리노
- 세르비아
- 스웨덴
- 스위스
- 스페인
- 슬로바키아
- 슬로베니아
- 아르메니아
- 아이슬란드
- 아일랜드
- 아제르바이잔
- 안도라
- 알바니아
- 에스토니아
- 영국
- 오스트리아
- 우크라이나
- 이스라엘
- 이탈리아
- 조지아
- 체코
- 코소보
- 크로아티아
- 키프로스
- 튀르키예
- 포르투갈
- 폴란드 (개최국)
- 프랑스
- 핀란드
- 헝가리

## 경기 종목
| - 양궁 - 아티스틱 스위밍 - 육상 - 배드민턴 - 3x3 농구 - 비치사커 - 비치핸드볼 - 복싱 - 카누 스프린트 - 카누 슬라럼 - 사이클 - 산악자전거 - BMX - 다이빙 - 펜싱 | - 유도 - 가라테 - 킥복싱 - 근대5종 - 무에타이 - 파델 - 럭비 - 사격 - 스키점프 - 스포츠클라이밍 - 탁구 - 태권도 - 테크볼 - 트라이애슬론 |

## 메달 집계
| 순위 | 국가                  | 금메달 | 은메달 | 동메달 | 합계 |
| ---- | --------------------- | ------ | ------ | ------ | ---- |
| 1    | 이탈리아              | 35     | 26     | 39     | 100  |
| 2    | 스페인                | 21     | 17     | 19     | 57   |
| 3    | 우크라이나            | 21     | 12     | 8      | 41   |
| 4    | 독일                  | 20     | 16     | 27     | 63   |
| 5    | 프랑스                | 17     | 19     | 26     | 62   |
| 6    | 폴란드                | 13     | 19     | 18     | 50   |
| 7    | 영국                  | 12     | 10     | 27     | 49   |
| 8    | 헝가리                | 10     | 10     | 18     | 38   |
| 9    | 튀르키예              | 9      | 9      | 20     | 38   |
| 10   | 네덜란드              | 8      | 6      | 5      | 19   |
| 11   | 체코                  | 7      | 10     | 11     | 28   |
| 12   | 오스트리아            | 7      | 6      | 6      | 19   |
| 13   | 스위스                | 7      | 5      | 12     | 24   |
| 14   | 덴마크                | 7      | 5      | 5      | 17   |
| 15   | 루마니아              | 6      | 6      | 5      | 17   |
| 16   | 노르웨이              | 6      | 4      | 5      | 15   |
| 17   | 크로아티아            | 5      | 4      | 4      | 13   |
| 18   | 아일랜드              | 4      | 4      | 5      | 13   |
| 19   | 조지아                | 4      | 2      | 3      | 9    |
| 20   | 슬로베니아            | 3      | 8      | 2      | 13   |
| 21   | 포르투갈              | 3      | 7      | 6      | 16   |
| 22   | 세르비아              | 3      | 6      | 7      | 16   |
| 23   | 불가리아              | 3      | 4      | 5      | 12   |
| 24   | 아제르바이잔          | 3      | 2      | 6      | 11   |
| 25   | 라트비아              | 3      | 2      | 2      | 7    |
| 26   | 스웨덴                | 2      | 7      | 5      | 14   |
| 27   | 그리스                | 2      | 5      | 10     | 17   |
| 28   | 벨기에                | 2      | 5      | 6      | 13   |
| 29   | 리투아니아            | 2      | 2      | 4      | 8    |
| 30   | 핀란드                | 2      | 1      | 5      | 8    |
| 31   | 에스토니아            | 2      | 1      | 0      | 3    |
| 32   | 알바니아              | 2      | 0      | 0      | 2    |
| 33   | 슬로바키아            | 1      | 4      | 3      | 8    |
| 34   | 이스라엘              | 1      | 1      | 3      | 5    |
| 35   | 몰도바                | 1      | 0      | 1      | 2    |
| 36   | 키프로스              | 0      | 3      | 2      | 5    |
| 37   | 아르메니아            | 0      | 1      | 2      | 3    |
| 38   | 룩셈부르크            | 0      | 1      | 1      | 2    |
| 39   | 모나코                | 0      | 1      | 0      | 1    |
| 39   | 보스니아 헤르체고비나 | 0      | 1      | 0      | 1    |
| 39   | 북마케도니아          | 0      | 1      | 0      | 1    |
| 합계 | 합계                  | 254    | 253    | 333    | 840  |

## 같이 보기
- 유러피언 게임